# Mayo, Yukon
Mayo är en ort i Kanada.   Den ligger i territoriet Yukon, i den västra delen av landet, 4 200 km väster om huvudstaden Ottawa. Mayo ligger 581 meter över havet och antalet invånare är 540. Det finns en flygplats nära orten.